# Напад НОВЈ на Вировитицу новембра 1943.
Јединице 12. славонске дивизије НОВЈ у новембру 1943. извеле су напад на гарнизон у Вировитици који су држале снаге НДХ заједно са Немцима. Напад је извршен у ноћи 6/7. новембра. У самом нападу су учествовала три батаљона 18. славонске бригаде са две групе диверзаната. Будући да се Вировитица налазила унутар мреже блиских осовинских посада, главнина дивизије, десет батаљона, употребљено је за заштиту напада од интервенције из других гарнизона, док је један батаљон остављен у дивизијској резерви.
Напад је почео 6. новембра и трајао 24 часа и резултовао је великим успехом. Заробљен је комплетан Други дивизион Прве коњичке пуковније НДХ са око 500 домобрана, 13 официра и 30 подофицира. Немци су имали 53 војника и официра избачена из строја: 14 мртвих, 10 рањених, 2 заробљена и 27 несталих. Снаге НОВЈ задобиле су велики ратни плен. Јединице НОВЈ су у нападу имале 16 мртвих и 53 рањена. Пошто се 7. новембра после подне пробила у Вировитицу немачка групација из Подравске Слатине, око 18.00 часова напад је обустављен и јединице из града извукле се на Било-гору, док су остале јединице наставиле да одржавају блокаду.
За напад је била карактеристична веома добра обавештајна припрема и дрскост у извођењу. Сарадници НОП-а придобили су једног поручника Коњичке пуковније који им је дао податке о организацији одбране, као и знаке распознавања. Користећи те податке, једна чета 18. бригаде, маскирана у домобране, умарширала је у сам центар Вировитице без испаљеног метка, док се један батаљон привукао у непосредну близину касарне Коњичке пуковније. Тиме је постигнуто изненађење и обезбеђен успех.
Након одбијених покушаја продора осовинских снага из правца Дарувара и Грубишног Поља током 9. и 10. новембра, дивизија извршила нови напад на Вировитицу током ноћи 11/12. новембра. Том приликом снаге НОВЈ уништиле су осовинске снаге у зградама поште и школе, и овладале целим градом осим зграде поглаварства. Ово отврђење није било могуће ликвидирати због недостатка тешког оружја. Ујутро 14. новембра снаге НОВЈ су се повукле из Вировитице. У вечерњем извештају обавештајном одељењу штаба Друге оклопне армије од 15. новембра констатовано је да су "северно од Саве комунистичке банде морале предати Вировитицу после жестоког отпора"